# Didemnum candidum
Didemnum candidum är en sjöpungsart som beskrevs av Savigny 1816. Didemnum candidum ingår i släktet Didemnum och familjen Didemnidae. Inga underarter finns listade i Catalogue of Life.